# Laspeyria albina
Laspeyria albina là một loài bướm đêm trong họ Erebidae.